# Diocese de Itapetininga
A Diocese de Itapetininga (Dioecesis Itapetiningensis) é uma divisão territorial da Igreja Católica no estado de São Paulo. Sua sede é o município de Itapetininga.

## História
A Diocese de Itapetininga foi erigida diocese em 15 de abril de 1998 pela Bula Pontifícia “Apostolicum Múnus”, do Papa João Paulo II, que foi lida solenemente pelo Monsenhor Teotônio dos Reis e Cunha, pároco da Matriz Nossa Senhora da Conceição, de Tatuí, durante Cerimônia de Instalação da nova Diocese em 19 de julho, do ano mesmo ano, às 16h00, na igreja matriz de Nossa Senhora dos Prazeres, da cidade de Itapetininga. O presente ato deu-se sob a presidência do Excelentíssimo e Reverendíssimo Senhor Dom José Lambert, então Arcebispo Metropolitano de Sorocaba e diante dos Senhores Bispos Sufragâneos desta Província Eclesiástica, onde tomou posse como seu primeiro Bispo, Gorgônio Alves da Encarnação Neto.

## Prelados
|        | Nome                                  | Período   | Notas         |
| Bispos | Bispos                                | Bispos    | Bispos        |
| ------ | ------------------------------------- | --------- | ------------- |
| 2º     | Luiz Antônio Lopes Ricci              | 2025-     | Atual         |
| 1.º    | Gorgônio Alves da Encarnação Neto, CR | 1998-2025 | Bispo emérito |

## Municípios abrangidos
A Diocese de Itapetininga abrange os municípios de Itapetininga, Tatuí, São Miguel Arcanjo, Pilar do Sul, Angatuba, Paranapanema, Cesário Lange, Capela do Alto, Guareí, Sarapuí, Porangaba, Alambari, Campina do Monte Alegre, Torre de Pedra e Quadra. 

## Paróquias

### Itapetininga
- Paróquia Catedral Nossa Senhora dos Prazeres
- Paróquia Nossa Senhora das Estrelas
- Paróquia/Santuário Nossa Senhora Aparecida do Sul
- Paróquia São Roque
- Paróquia São João Batista
- Paróquia Sant’Ana
- Paróquia Nossa Senhora das Graças
- Paróquia Santa Cruz
- Paróquia São Paulo Apóstolo
- Paróquia Nossa Senhora de Fátima
- Paróquia Nossa Senhora Aparecida
- Paróquia Bom Pastor
- Paróquia Santa Rita de Cássia
- Paróquia/Santuário Nossa Senhora Rainha da Paz
- Capela Nossa Senhora de Lourdes

### Tatuí
- Paróquia/Santuário Nossa Senhora da Conceição
- Paróquia Nossa Senhora das Graças
- Paróquia Santa Cruz
- Paróquia/Santuário São Judas Tadeu
- Paróquia Santa Teresinha do Menino Jesus
- Paróquia Santa Rita de Cássia,
- Paróquia Sagrada Família
- Paróquia São José Operário
- Paróquia São Lázaro
- Paróquia Sagrado Coração de Jesus e
- Paróquia/Santuário Nossa Senhora de Fátima

### São Miguel Arcanjo
- Paróquia/Santuário São Miguel Arcanjo
- Paróquia São Judas Tadeu
- Paróquia Nossa Senhora Aparecida

### Pilar do Sul
- Paróquia  Bom Jesus do Bom Fim
- Paróquia Nossa Senhora do Pilar

### Angatuba
- Paróquia Divino Espírito Santo
- Paróquia São Judas Tadeu
- Paróquia Senhor Bom Jesus e São Roque

### Paranapanema
- Paróquia Nossa Senhora do Bom Sucesso

### Cesário Lange
- Paróquia  Santa Cruz

### Capela do Alto
- Paróquia São Francisco de Assis

### Guareí
- Paróquia São João Batista

### Sarapuí
- Paróquia Nossa Senhora das Dores

### Porangaba
- Paróquia Santo Antônio

### Alambari
- Paróquia do Bom Jesus.

### Campos de Holambra
- Paróquia São José

### Campina do Monte Alegre
- Paróquia São Roque

### Quadra
- Paróquia Bom Jesus

### Torre de Pedra
- Paróquia São Pedro